# Ruth Fischer
Ruth Fischer, właśc. Elfriede Eisler, inne ps. Ruth Kämpfer, towarzyszka Müller, E. Dubois (ur. 11 grudnia 1895 w Lipsku, zm. 13 marca 1961 w Paryżu) – austriacka i niemiecka działaczka komunistyczna.
Jej rodzicami byli Ida Maria Fischer i Rudolf Eisler, filozof. Miała dwóch braci – Gerharta, dziennikarza, i Hannsa – kompozytora. Od szóstego roku życia mieszkała z rodzicami w Wiedniu, gdzie studiowała filozofię, ekonomię i nauki polityczne. Mając 20 lat wyszła za mąż za Paula Friedländera, z którym miała syna Friedricha Gerharta (ur. 1917). Po sześciu latach małżeństwo zakończyło się separacją.
Współuczestniczyła w procesie tworzenia Komunistycznej Partii Austrii i jej gazety Neuen Freien Presse. W listopadzie 1918 została aresztowana w jej redakcji i spędziła miesiąc w więzieniu. Wróciła do działalności partyjnej w lutym 1919, kiedy prezentowała na pierwszym kongresie partii raport z jej dotychczasowego rozwoju. Wiosną tego samego roku odmówiła jednak przyjęcia funkcji przewodniczącej partii. We wrześniu 1919, zmęczona ciągłymi sporami między intelektualistami a robotnikami wewnątrz partii przyjęła ofertę grupy członków Związku Spartakusa i wyjechała do Berlina, posługując się od tej pory pseudonimem Ruth Fischer. W Berlinie wielokrotnie spotykała się z uwięzionym Karolem Radkiem, który wprowadził ją w podstawy marksistowskiej analizy polityki międzynarodowej. W celu uzyskania obywatelstwa niemieckiego zawarła fikcyjne małżeństwo z komunistycznym działaczem Gustavem Golke, które formalnie trwało do 1923 r. Jej prawdziwym partnerem życiowym, do swojej śmierci w 1941, był inny działacz radykalnej lewicy – Arkadij Masłow.
W 1921 została wybrana do komitetu centralnego Komunistycznej Partii Niemiec. W 1924, razem z Masłowem, dzięki poparciu Zinowjewa stała się jednym z głównych przywódców partii. Opowiadała się za powieleniem w KPD modelu organizacji znanego z WKP(b) i za rezygnacją z wszelkiej współpracy z partiami lewicy umiarkowanej. Została deputowaną do Reichstagu. Równocześnie została, dzięki poparciu Zinowjewa i wieloletniej działalności w ruchu komunistycznym, kandydatem na członka Komitetu Wykonawczego Kominternu.
Po śmierci Lenina, latem 1924, stała się obiektem ostrych ataków Stalina i Bucharina, oskarżających ją i Masłowa o „ultralewicową taktykę” w działalności partyjnej. W sierpniu 1925 razem z siedmioosobową delegacją KPD przyjechała do Moskwy na rozmowę ze Stalinem; została zmuszona do pozostania w ZSRR przez łącznie dziesięć miesięcy, podczas których została wykluczona z kierownictwa partii razem z Masłowem. W listopadzie następnego roku została usunięta z KPD. Do 1928 zasiadała w Reichstagu jako niezależna socjalistka.
W 1933, uciekając przed nazizmem, wyjechała razem z Masłowem do Paryża, gdzie związała się z ruchem trockistowskim. Wielokrotnie spotykała się z Trockim w jego domu w Barbizon. W czasie wielkiej czystki w 1936 została zaocznie oskarżona o trockizm i skazana na śmierć. Po wybuchu II wojny światowej emigrowała przez Marsylię i Lizbonę do Nowego Jorku. Jako dziennikarka polityczna stała się zdecydowanym krytykiem stalinizmu z pozycji lewicowych. W 1948 opublikowała pracę Stalin and German Communism, w której oskarżyła Stalina o świadome zniszczenie siły ruchu robotniczego w Niemczech. Od 1955 do swojej śmierci mieszkała i pracowała w Paryżu. Duże nadzieje wiązała z odwilżą zainicjowaną przez Nikitę Chruszczowa, której poświęciła szereg komentarzy na łamach prasy i pracę Die Umformung der Sowjetgesellschaft – Chronik der Reformen 1953-1958.
Pochowana na cmentarzu Montparnasse.